# Bret Harte, California
Bret Harte, California (енгл. Bret Harte) насељено је место без административног статуса у америчкој савезној држави Калифорнија.

## Демографија
По попису из 2010. године број становника је 5.152, што је 9 (-0,2%) становника мање него 2000. године.
| Група             | 2000.         | 2010.         |
| Белци             | 1.040 (20,2%) | 670 (13,0%)   |
| Афроамериканци    | 59 (1,1%)     | 52 (1,0%)     |
| Азијати           | 32 (0,6%)     | 40 (0,8%)     |
| Хиспаноамериканци | 3.926 (76,1%) | 4.272 (82,9%) |
| Укупно            | 5.161         | 5.152         |